# Closteropus blandus
Closteropus blandus là một loài bọ cánh cứng trong họ Cerambycidae.